# انطلاق فجائي

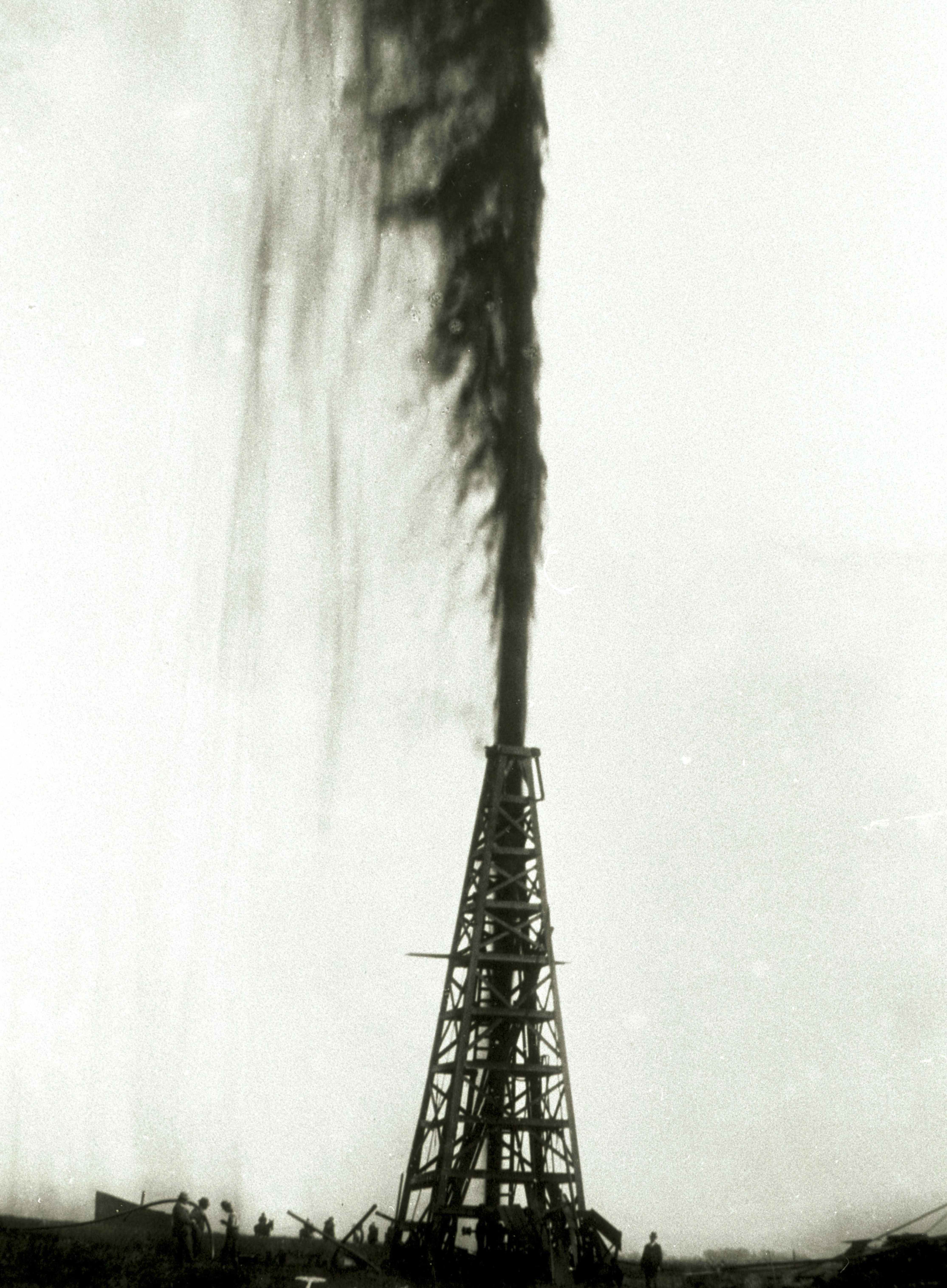
انفجار بئر نفطي، تكساس (1901)

يُشير مصطلح الانطلاق الفجائي  أو انفجار البئر إلى انهيار بئر نفطي أو غازي، أو تخلص من نفايات ينتج عن الضغوط الضارة التي تستطيع أن تنسف جزءًا من تغليف البئر إلى الأعلى. وللآبار الحديثة موانع للانفجار تهدف إلى منع حدوث مثل هذه الحوادث. كان الآبار عرضةً للانفجار بشكل كبير في الفترة ما قبل العشرينات من القرن العشرين بسبب غياب معدات التحكم في الضغط في ذلك الوقت.

## نبذة تاريخية
رمزت الآبار المتدفقة للتنقيب عن النفط في أواخر القرن التاسع عشر وأوائل القرن العشرين. أثناء ذلك العصر، استُخدمت تقنيات حفر بسيطة مثل الحفر بالدق ولم تكن موانع الانفجار متوفرة، فلم يستطع الحفارون السيطرة على الخزانات ذات الضغط المرتفع. عند اختراق مناطق الضغط المرتفع كان يتحرك النفط أو الغاز الطبيعي إلى أعلى البئر بمعدل مرتفع، ما كان يضطر عمود الحفر إلى الخروج، مولدًا خلفه بئر نفط متدفقة. توصف بئر النفط عند بدء تدفقها بأنها «انفجرت»، على سبيل المثال انفجار بئر لاكيفيو المتدفق في عام 1910. يمكن لهذه الآبار غير المغطاة إنتاج كميات كبيرة من النفط، وينطلق النفط منها ليصل غالبًا إلى ارتفاع 200 قدم (60 متر) أو أكثر في الهواء. يطلق على الانفجار المكون من الغاز الطبيعي، بئر الغاز المتدفقة (بالإنجليزية: gas gasher).
رغم أن آبار النفط المتدفقة ترمز للثروة المكتشفة حديثًا، فإنها في الوقت ذاته خطيرة ومسرفة. إذ تسببت في مقتل عمال الحفر، ودمرت المعدات، وغطت المناظر والمساحات الطبيعية بآلاف البراميل من النفط، فضلًا عن فقدان عدد من العاملين في مجال النفط لسمعهم بالكامل، بسبب ارتجاج التفجير (بالإنجليزية: explosive concussion) الناجم عن الآبار عند اختراق خزان للنفط أو الغاز؛ فالوقوف بالقرب من أجهزة الحفر في لحظة حفر خزان نفطي خطير للغاية. يصعب قياس تأثير انفجار الآبار على الحياة البرية، ولكن يمكن تقديره بأنه متوسط الأثر ضمن أكثر النماذج تفاؤلًا (واقعية)، ويخمن العلماء عبر الطيف الإيديولوجي أن التأثير البيئي لانفجار الآبار شديد وعميق ودائم.

زاد الأمور تعقيدًا، قابلية النفط المتدفق بحرية على الاشتعال. تقول إحدى الروايات الدرامية في وصف انفجار الآبار واحتراقها: 
«يُسمع صوت هدير وكأن مئة قطار سريع تتسابق عبر الريف، انفجر البئر، يتناثر النفط في كل الاتجاهات. تبخر جهاز الحفر ببساطة، وذابت الأغلفة كالخس الخارج من الماء، في حين تتلوى الآلات الثقيلة وتلتف في أشكال بشعة داخل هذا الجحيم الملتهب».
جرى تطوير تقنيات الحفر الدوارة، فاستُخدم سائل حفر (الطين الزيتي) ذو كثافة كافية للتغلب على الضغوط السفلية في المناطق المخترقة حديثًا، أي أصبح بالإمكان تجنب مشكلة آبار النفط المتدفقة. ما يزال خطر انفجار الآبار قائمًا في حال كانت كثافة سوائل الحفر غير كافية أو في حال فقدها داخل التكوين.
في عام 1924، طُرح أول مانع للانفجار في السوق. يمكن إغلاق صمام مانع الانفجار المثبت على رأس البئر عند الحفر في المناطق ذات الضغط المرتفع، وكذلك يمكن التحكم في السوائل الموجودة في البئر. تُستخدم تقنيات التحكم في الآبار لاستعادة السيطرة عليها. مع تطور التكنولوجيا، أصبحت موانع الانفجار معدات قياسية، وأصبحت آبار النفط المتدفقة شيئًا من الماضي.
يطلق مصطلح انفجار الآبار في صناعة النفط الحديثة على الآبار التي يصعب التحكم بها وهي نادرة الوجود نسبيًا. أسهم تحسن التكنولوجيا وتقنيات السيطرة على الآبار، وتدريب العاملين في الحد من انفجار الآبار. في الفترة الممتدة بين عامي 1976 و1981، توفر 21 تقريرًا متعلقًا بحوادث انفجار الآبار.

## أسباب انفجار الآبار

### ضغط الخزان (المكمن)
النفط سائل قابل للاشتعال بطبيعته، ويتكون من مزيج معقد من الهيدروكربونات ذات الأوزان الجزيئية المتنوعة ومركبات عضوية أخرى، توجد في التكوينات الجيولوجية في أسفل سطح الأرض. نظرًا إلى الوزن الخفيف لمعظم الهيدروكربونات مقارنة بالصخور أو المياه، تنتقل إلى الأعلى وأحيانًا تنتقل بشكل جانبي بين الطبقات الصخرية المجاورة حتى تصل إلى السطح أو إلى أن تصبح محاصرة داخل كمين من الصخور المسامية (وتعرف باسم الخزانات) والصخور الصماء في الأعلى. تتكون حقول النفط نتيجة تركز الهيدروكربونات في مثل هذا الكمين، ويمكن استخراج السائل منها باستخدام تقنيات الحفر والضخ. يعتمد تغير الضغط في أسفل البئر في هياكل الصخور على عمق صخور المصدر وخواصها. يكون الغاز الطبيعي (في الغالب غاز الميثان) حاضرًا أيضًا داخل الخزانات، ويوجد عادة فوق النفط، لكنه يذوب في النفط أحيانًا تحت تأثير ضغط الخزان ودرجة حرارته. يتطور الغاز المذاب ليصبح حرًا في حال انخفاض الضغط تحت تأثير عمليات الإنتاج الخاضعة للسيطرة أو المفاجئة أو عبر انفجار غير مسيطر عليه. ربما يكون كل الهيدروكربون الموجود في بعض الخزانات غازًا طبيعيًا.

### تشكل رفسة البئر
يوازن عمود الطين الضغط الهِدروستاتي، الذي يتحكم بدوره في ضغط السوائل أسفل البئر في الآبار الحديثة. إذا كان توازن ضغط طين الحفر غير صحيح (أي إذا كان تدرج ضغط الطين أقل من تدرج ضغط التكوين المسامي)، يمكن أن تبدأ سوائل التكوين (النفط و/أو الغاز الطبيعي و/أو الماء) في التحرك إلى حفرة البئر ثم إلى أعلى الحيز الحلقي (المسافة بين الجزء الخارجي لعمود الحفر وحائط الحفرة المفتوحة أو الجزء الداخلي للتغليف) وربما تتدفق داخل أنبوب الحفر. تعرف هذه العملية عادةً بـ«رفسة البئر». لحسن الحظ، يمكن إغلاق الحواجز الميكانيكية مثل موانع الانفجار لعزل البئر إلى حين استرداد التوازن الهِدروستاتي عن طريق تدوير السوائل داخله. لكن إذا لم يغلق البئر، فإن الرفسة ستتحول بسرعة إلى انفجار فور وصول سوائل التكوين إلى السطح، وخاصة إذا احتوى التدفق على الغاز الذي سيتمدد بسرعة تحت تأثير الضغط المنخفض عند تدفقه إلى أعلى حفرة البئر، ما يزيد من الوزن الفعال للسائل.
علامات تحذيرية مبكرة تنذر بوقوع رفسة البئر أثناء الحفر:
- تغير مفاجئ في معدل الحفر.
- انخفاض في وزن أنبوب الحفر.
- تغير في ضغط المضخة.
- تغير في معدل العائد من سائل الحفر.
- عودة طين الحفر «جزء منه» ملوثًا بالغاز أو النفط أو الماء.
- رصد وحدة التسجيل والتحليل لبيانات طين الحفر لغازات الاتصال، ووحدات الغاز الخلفية المرتفعة، ووحدات غاز القاع المرتفعة.[8]

يعَد التغير النسبي في معدل دوران العائد إلى السطح في الأحواض الطينية (حُفر الطين) الوسيلة الرئيسية للتنبؤ بوقوع الرفسة أثناء الحفر. يتتبع طاقم الحفر أو مهندسو الطين مستوى الطين في الأحواض الطينية، وكذلك بإمكانهم مراقبة معدل عودة الطين عن كثب ومقارنته بمعدل الطين الذي يضخ للأسفل عبر أنبوب الحفر. عند مواجهة منطقة ذات ضغط أعلى من الضغط الذي يحدثه الضغط الهِدروستاتي لطين الحفر (ويضم الكمية الصغيرة لضغط الاحتكاك الإضافي أثناء عملية الدوران) في لقمة الحفر (at the bit)، ستلاحظ الزيادة في معدل العائد من الطين من خلال امتزاج السائل التكويني المتدفق مع طين الحفر الدوار. في المقابل، إذا كان معدل العائد أبطأ من المتوقع، فهذا يعني أن كمية معينة من الطين فُقدت في نطاق سلاب، في مكان ما في أسفل نعل أنبوب الحفر (كعب التبطين). لا يؤدي هذا إلى رفسة بالضرورة (ويمكن أن لا تحصل أبدًا). مع ذلك، ربما يسمح انخفاض مستوى الطين بتدفق سوائل التكوين من مناطق أخرى، إذا قل الضغط الهِدروستاتي عن مستوى عمود كامل من الطين.[بحاجة لمصدر]

## وصلات خارجية
- San Joaquin Geological Society article on famous Californian gushers
- "Blowout Control, Part 10 - Surface Intervention Methods". مؤرشف من الأصل في 2019-06-09. اطلع عليه بتاريخ 2010-06-19.